# Императорская венчальная корона

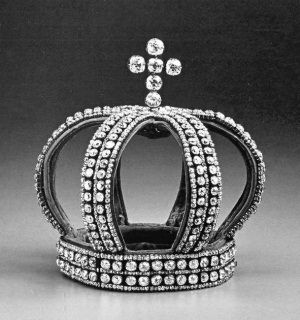
Императорская венчальная корона, изготовленная в 1884 году

Императорская венчальная корона — особый вид короны, изготавливавшейся для свадеб наиболее важных членов императорского дома Романовых. Отдельная бриллиантовая корона делалась для каждой невесты, после чего разбиралась. Традиция была нарушена в 1884 году; корона, изготовленная для свадьбы великого князя Сергея Александровича и Елизаветы Федоровны, стала «переходящей» и в дальнейшем при венчаниях представителей дома Романовых пользовались только этой короной. Именно данная корона, как правило, называется Императорской венчальной.

## Ранние венчальные короны
Как правило, для каждой невесты, готовившейся обвенчаться с представителем дома Романовых, изготавливалась индивидуальная бриллиантовая венчальная корона, которая после церемонии разбиралась, а бриллианты возвращались в Кладовую №1 (Бриллиантовую комнату). К примеру, в 1856 году по случаю свадьбы сына Николая I великого князя Николая Николаевича, камер-фрау А.А. Эллис «отпустила придворному ювелиру Болину бриллиантовые шатоны для украшения венчальной короны великой княжны Александры Петровны, присовокупляя к сему, что по совершении бракосочетания шатоны будут с короны сняты и возвращены в коронные бриллианты».

## Венчальная коронаЕлизаветы Федоровны

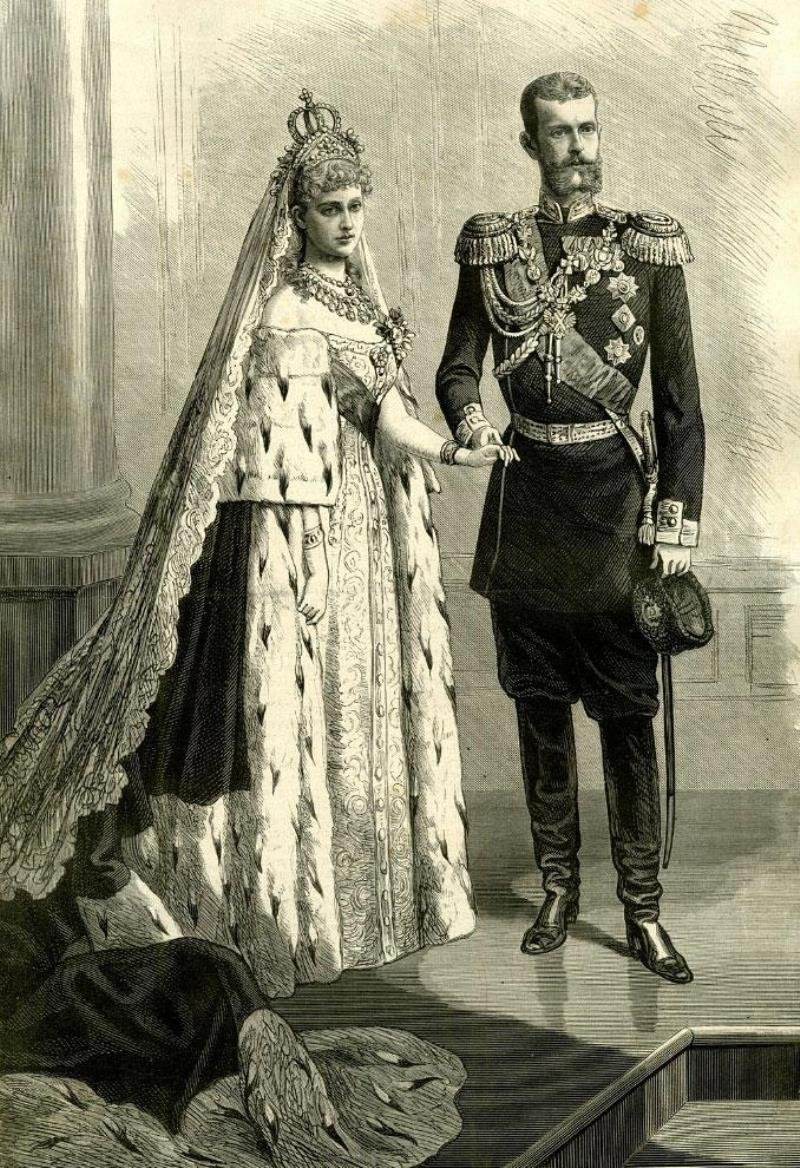
Венчание вел. князя Сергея Александровича и Елизаветы Федоровны

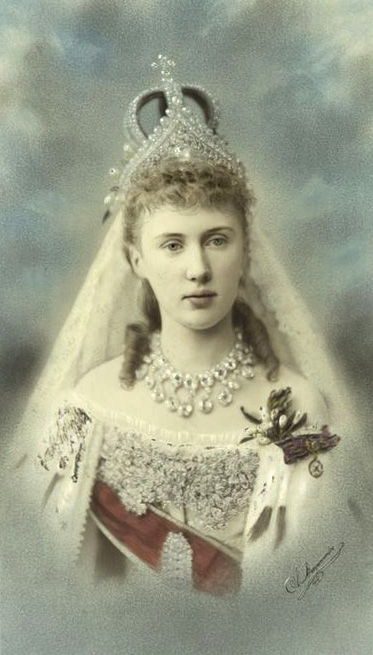
Елизавета Маврикиевна, супруга вел. князя Константина Константиновича, в свадебном наряде, с венчальной короной и бриллиантовой диадемой, 1884

### Изготовление
Существует ошибочная версия, что при создании короны использовались бриллианты с драгоценного пояса времен Екатерины II; однако в действительности использовалась часть нашивок (80 штук) «бриллиантового борта» костюма императора Павла I работы Леопольда Пфистерера. Крест на короне составляют камни, снятые с бриллиантового эполета начала XIX века. Судя по всему, корону изготовили ювелиры фирмы Болина.

Корона изготовлена из серебра, малинового бархата и бриллиантов; высота — 14,5 см, диаметр — 10,2 см. После создания корону внесли в Опись предметов Бриллиантовой комнаты под № 369: 
«Венчальная Императорская корона, украшенная 9 солитерами (из коих 6 больших в кресте и 3 малых на верхней части короны) и 80 гранитюрами, по 4 бриллианта в каждой».
 Корона обошлась Кабинету Его Императорского Величества в 20 465 рублей.

### История
В 1884 году решено было отойти от практики изготовления «одноразовых» индивидуальных венчальных корон, вероятно потому, что в императорской семье ожидалось несколько свадеб великих князей в ближайшее время. Венчальная корона была частью традиционного «венчального набора», в который также входили: диадема-кокошник Марии Федоровны (надевалась вместе с короной), серьги в форме вишен, пряжка для платья и браслеты. Эти украшения, кроме короны, можно видеть в экспозиции Алмазного фонда.
Венчальная корона использовалась с 1884 по 1908 год (когда состоялась свадьба великой княжны Марии Павловны с шведским принцем Вильгельмом), хотя оставалась во владении Романовых до 1917 года. 
Как и многие драгоценности императорской семьи, венчальная корона была продана советской властью на запад. В 1926 году корона, как «не представляющая художественной ценности», была продана антиквару Норману Вейсу. Затем, в 1927 году, перепродана на аукционе Кристи в Лондоне антиквару Фаунсу за 6100 фунтов и хранилась в галерее Вартски в Лондоне. Последней ее владелицей стала  Марджори Мерривезер Пост, которая приобрела корону в 1966 году на аукционе Сотбис. В настоящее время венчальная императорская корона хранится в Иконной комнате Музея Хиллвуд близ Вашингтона.